# Лабішин-Весь
Лабішин-Весь (пол. Łabiszyn-Wieś) — село в Польщі, у гміні Лабішин Жнінського повіту Куявсько-Поморського воєводства.
Населення — 657 осіб (2011).
У 1975-1998 роках село належало до Бидгощського воєводства.

## Демографія
Демографічна структура станом на 31 березня 2011 року:
|          | Загалом | Допрацездатний вік | Працездатний вік | Постпрацездатний вік |
| -------- | ------- | ------------------ | ---------------- | -------------------- |
| Чоловіки | 332     | 98                 | 217              | 17                   |
| Жінки    | 325     | 79                 | 188              | 58                   |
| Разом    | 657     | 177                | 405              | 75                   |